# John Lambert (generale)
John Lambert (Kirkby Malham, autunno 1619 – Plymouth Sound, marzo 1684) è stato un generale e politico inglese.
Ha combattuto durante la Guerra civile inglese e nella campagna scozzese di Oliver Cromwell (1650-1651), diventando successivamente attivo nella politica civile fino al suo congedo da Cromwell nel 1657. Assieme a Henry Ireton stilò, esponendo egli stesso in Parlamento nel luglio del 1647, la nuova Costituzione repubblicana (Heads of Proposals)